# Borphosphid
Borphosphid (BP) ist ein III-V-Verbindungshalbleiter in Zinkblende-Struktur bestehend aus den beiden Elementen Bor und Phosphor und wurde 1891 synthetisiert.

## Gewinnung und Darstellung
Borphosphid kann aus den Elementen bei Drücken und Temperaturen über 20 kbar und 1200 °C synthetisiert werden. Kristalle von Borphosphid können weiterhin unter Verwendung von Mischungen von Bor, Phosphor und Bortrioxid, Bor und Borphosphat und Bor und Phosphorpentoxid synthetisiert werden.

## Eigenschaften
Das Halbleitermaterial weist einem Bandabstand von 2,1 eV bei 300 K auf. Hochreines Borphosphid ist optisch transparent. n-dotiertes Borphosphid weist eine orange-rote Farbe auf, p-dotiertes Borphosphid ist dunkelrotbraun.

## Verwendung
Borphosphid wird unter anderem als Werkstoff in speziellen Leuchtdioden (LEDs) eingesetzt.